# Берестянка (хутір)
Берестянка — колишній хутір Суховільської і Повчинської сільських рад Ярунського та Новоград-Волинського районів Житомирської області.
Відомий з 1946 року, станом на 1 вересня — хутір Суховільської сільської ради Ярунського району Житомирської області.
20 листопада 1954 року показаний таким, що не існує з 1949 року. 4 червня 1958 року, в складі сільської ради, увійшов до відновленого Новоград-Волинського району Житомирської області. 5 березня 1959 року, внаслідок укрупнення сільських рад, хутір підпорядковано Повчинській сільській раді Новоград-Волинського району.
Офіційно знятий з обліку 29 вересня 1960 року, відповідно до рішення Житомирського облвиконкому № 985 «Про вилучення з обліку деяких населених пунктів в районах області», як такий, що фактично перестав існувати.